# Layla (ユニット)
Layla(レイラ)はかつて存在した声優ユニットである。

## 概要
- 2004年に結成
- 2009年9月19日解散。
- 女性二人によるツインボーカルがメインスタイル。
- 咲乃藍里が作詞を主に担当し、高橋圭一がサウンドプロデューサー兼ドラムス・コーラス。ボイスドラマをライブやネットで展開し、その脚本は主に笹川亜矢奈によって書かれている。
- ジャケットには百合をイメージした物もある[1]。

## メンバー
- 笹川亜矢奈（ぷろだくしょんバオバブ）
- 咲乃藍里（ぷろだくしょんバオバブ）
- 高橋圭一（ぷろだくしょんバオバブ）

## ディスコグラフィー
- オリジナルドラマCD Layla's Fantasy

シングルCD
オフィシャルサイト通販・ライブイベント会場にて発売中
1. 「久遠～kuon～」
2. 「風の翼」
3. 「無垢の花」
4. 「Ulca～風になった少女～」
5. 「Like a little bird / moon」
6. 「カラフル Toy Box 秋色コスモスver.」
7. 「マフラー」

アルバムCD
1. 「Layla's fantasy」
2. 「Gift」
3. 「HAPPIES BEST!! Vol.1」
4. 「Fantasy Voice Drama"Symmetry"」
5. 「白雪天使」
6. 「End of Sorrow」